# NFL 1937
Die NFL-Saison 1937 war die 18. Saison der US-amerikanischen Footballliga National Football League (NFL). Meister der Liga wurden die Washington Redskins.
Als neues Team konnten die Cleveland Rams von der im Vorjahr gegründeten American Football League abgeworben werden. Gleichzeitig verlegten die Boston Redskins ihren Sitz nach Washington.

## Tabelle

### Regular Season
| Eastern Division    | Eastern Division | Eastern Division | Eastern Division | Eastern Division | Eastern Division | Eastern Division |
| Team                | S                | N                | U                | SQ 1             | P+               | P−               |
| ------------------- | ---------------- | ---------------- | ---------------- | ---------------- | ---------------- | ---------------- |
| Washington Redskins | 8                | 3                | 0                | 0,727            | 195              | 120              |
| New York Giants     | 6                | 3                | 2                | 0,667            | 128              | 109              |
| Pittsburgh Pirates  | 4                | 7                | 0                | 0,364            | 122              | 145              |
| Brooklyn Dodgers    | 3                | 7                | 1                | 0,300            | 82               | 174              |
| Philadelphia Eagles | 2                | 8                | 1                | 0,200            | 86               | 177              |

| Western Division  | Western Division | Western Division | Western Division | Western Division | Western Division | Western Division |
| Team              | S                | N                | U                | SQ 1             | P+               | P−               |
| ----------------- | ---------------- | ---------------- | ---------------- | ---------------- | ---------------- | ---------------- |
| Chicago Bears     | 9                | 1                | 1                | 0,900            | 201              | 100              |
| Green Bay Packers | 7                | 4                | 0                | 0,636            | 220              | 122              |
| Detroit Lions     | 7                | 4                | 0                | 0,636            | 180              | 105              |
| Chicago Cardinals | 5                | 5                | 1                | 0,500            | 135              | 165              |
| Cleveland Rams    | 1                | 10               | 0                | 0,091            | 75               | 207              |

### Play-offs
Das Championship Game fand am 13. Dezember 1937 im Wrigley Field in Chicago statt. Die Washington Redskins besiegten die Chicago Bears mit 28:21.